# コットンクラブ (丸の内)
コットンクラブ (英: Cotton Club) は、東京都千代田区丸の内の東京ビルディング（東京ビルTOKIA）の2階にある、ライブ・レストラン。

## 概要
2005年11月に、東京ビルTOKIAの開業とともに開店したこの店は、かつてジャズを聴かせるニューヨークのナイトクラブの代表的存在であったコットン・クラブの再現を目指すものとして名付けられた。開店直後には、キャブ・キャロウェイの公演が行われた。
店内の内装は、シャンデリアや赤絨毯など豪華な雰囲気で、フランス料理を食べたり、酒を飲みながら、ジャズなどのライブを聴くことができる。ライブのジャンルは、ジャズやリズム・アンド・ブルースが中心であるが、日本の歌謡曲やJ-POPに相当するものまで、内容は多様である。
コットンクラブは、東京国際フォーラムとともに、東京JAZZの会場となっている。
経済学者の伊藤元重は、コットンクラブの開業から10年が経った2015年の時点で、ブルーノート東京やコットンクラブの例に言及し、「こうしたクラブは、都市型のナイトライフには欠かせないものになっている。… 今後の都内の大型都市開発でも、こうしたエンターテインメント型の空間が重要な存在になってくるはずだ」と述べている。